# Cacho
Cacho är ett populärt tärningsspel från Latinamerika. Det liknar Yatzy. Spelet går ut på att slå fem tärningar och samla poänggivande kombinationer enligt spelets lista. Tärningarna slås ur en kopp av läder.
I exempelvis Bolivia spelas många olika varianter av cacho. Här beskrivs Cacho Alalay, som är den vanligaste formen i de olika turneringar som organiseras i Cochabamba. 

## Historia
Spelet bygger på General, som i sin tur kommer från europeisk tärningspoker, men det är oklart exakt hur cacho uppstod. En teori är att Alalay-versionen kommer från Potosí i södra Bolivia, blev populär i Cochabamba och därifrån spreds till resten av Bolivia.[källa behövs]
Över hela Latinamerika spelas flera olika tärningsspel som kallas "cacho" och använder samma karaktäristiska läderkopp.

## Grunderna
En eller flera spelare kan delta. Det finns även regler för hur man spelar dubbel eller i lag. Poäng för varje spelare (respektive par eller lag) antecknas i en uppställning med nio öppna rutor och ett snedstreck, totalt elva fält, se nedan. Eftersom detta bara kräver fem pennstreck på ett papper behövs inget tryckt formulär. Poängräkningen sköts antingen av en utsedd spelare eller av en utomstående poängräknare.
Spelarna turas om att slå tärningarna en eller två gånger vardera. Poäng noteras för en kombination i taget.
Kan spelaren direkt efter första kastet, "de mano", använda en ruta i mittstråket av poängtabellen ger det högre poäng. Annars väljer spelaren ut ett antal tärningar att lägga tillbaka i koppen och slå igen, "de huevo". Det är tillåtet att slå om alla fem tärningarna, och i så fall räknas även det andra kastet som "de mano".
Efter andra kastet måste spelaren välja en av tärningarna att vända uppochner. Exempelvis blir en sexa då en etta, eftersom summan av motstående sidor på en tärning alltid är sju. Spelaren får vända ytterligare en tärning om det ger bättre utdelning. Har spelaren i andra kastet slagit om alla fem tärningarna och direkt fått stege, kåk, fyrtal eller grande måste ingen av tärningarna vändas.
Är det inte ens efter andra kastet möjligt att hitta ett ledigt fält för poäng måste spelaren stryka något av sina oanvända fält. Spelaren får inte stryka ett oanvänt fält om bara en enda av tärningarna kan ge poäng, hur låg den än är.
Spelet är slut när något av fyra villkor uppfylls:
1. Alla spelare har avverkat samtliga elva fält i sina respektive poängtabeller. Poängen räknas ihop och spelaren med högst poäng vinner.
2. Om en spelare slår fem tärningar på en gång och får fem lika vinner den spelaren. Kastet kallas la dormida, spelaren "har somnat".
3. Om en spelare har högsta poäng på de tre mittrutorna (stege, kåk, fyrtal) samt lyckas få minst en grande, så vinner den spelaren. Detta kallas la panza de oro, "guldmagen".
4. Om en spelare har minst fyrtal i alla de sex yttre rutorna (ettor, tvåor, treor, osv) samt lyckas få minst en grande, så vinner den spelaren.

## Poängtabellen
| ettor (balas)  | stege (escalera) 25 / 20 p      | fyror (cuadras) |
| tvåor (tontos) | kåk (casa/full) 35 / 30 p       | femmor (quinas) |
| treor (trenes) | fyrtal (póquer) 45 /40 p        | sexor (senas)   |
|                | la grande 50 p / la grande 50 p |                 |

För ettor till sexor summeras prickarna, så att exempelvis tre ettor ger 3 poäng och tre sexor ger 18 poäng.
Stege kan vara , eller , eller . Slår spelaren detta i första kastet ("de mano") ger det 25 poäng. Slår spelaren om några tärningar ger det 20 poäng ("de huevo"). Slår spelaren alla tärningar i andra kastet räknas även detta som "de mano" och ger 25 poäng.
Kåk är ett par och ett tretal, exempelvis . Slår spelaren detta i första kastet ("de mano") ger det 35 poäng. Slår spelaren om några tärningar ger det 30 poäng ("de huevo"). Slår spelaren alla tärningar i andra kastet räknas även detta som "de mano" och ger 35 poäng.
Fyrtal är fyra lika. Slår spelaren detta i första kastet ("de mano") ger det 45 poäng. Slår spelaren om några tärningar ger det 40 poäng ("de huevo"). Slår spelaren alla tärningar i andra kastet räknas även detta som "de mano" och ger 45 poäng.
La grande är fem lika och ger 50 poäng. Det finns utrymme att notera två grande per spelomgång. Slår spelaren la grande i ett kast med alla tärningar ("de mano") vinner spelaren oavsett poängställning – det kallas att slå "la dormida".

## Anteckningsformer
Benämningen de mano betyder "ur handen", och den som sköter poängräkningen kan för att markera detta använda en hand som symbol i stället för att skriva siffror i mittrutorna.
Benämningen de huevo betyder "ur ägget", och den som sköter poängräkningen kan för att markera detta använda ett ägg som symbol i stället för siffror i mittrutorna. För att undvika förväxling bör därför eventuella strukna fält markeras med streck eller kryss, inte noll.
La grande kan i stället för siffror markeras med ett dollartecken, $. De två möjliga grande antecknas nedanför fältet för fyrtal och skiljs åt av ett snedstreck, /.

## Ytterligare läsning
Denna artikel bygger på motsvarande artikel från spanskspråkiga Wikipedia, Cacho Alalay.